# Lilliesköld
Lilliesköld är en svensk adelsätt från Vadstena, Östergötland vars stamfar,  kyrkoherden först i Vadstena och Mariestad, Erich Jesperson (1584–1678) adlades 1651 på Stockholms slott av drottning Kristina med namnet Lilliesköldh och introducerades 1654 på Sveriges Riddarhus under nuvarande nr 566. Släkten fortlever i Sverige, Argentina och möjligen USA (sannolikt utgången). 

## Blasonering
| ”                                                 | Een fördeelt sköldh, högre deelen blå och vänstre deelen hvijt, der uthi een lillia, hvilkens högre deelen är hvijt och den vänstre deelen blå. Ofvan på skölden een öpen tornerehiälm. Crantzen och hiälmen täcket sampt lööfvärckedt medh blått och hvijtt fördeelte. På hiälmen een lillia, half blå och half hvijt emellan tvenne medh samma färgor fördeelte örnevingar, aldeles som siälfve vapnedt här mit oppå med sine egendtlige färgor afmålat står. | „ |
| – Sköldebrevsavskrifter, I:114. Stf, Vol. 7, RHA. | |   |

## Några medlemmar ur ätten
- Stamfadern Erik Jespersson Lilliesköld, född 1584 i Västergötland, död 1678 på Haneberg, Jockas, var kammarskrivare i Finland 1616, proviantmästare 1618-1623, kommissionkommissarie och tillhörig dem som avgick till Belägringen av Riga (1621). 1626 ståthållare på Nyslott. Adlad 1651, erhöll han Rasalaks by i Viborgs socken under livstidsfrälse, och uppförde där Merijoki säteri, som fick säterifrihet 1651.[2]
- Arvid Lilliesköld, var häradshövding i Östbo och Västbo domsaga i Jönköpings län och ledamot av riksdagens första kammare 1902-1908, invald i Jönköpings läns valkrets. [3]
- Lilliesköld, Gunnar Frans Leonard, Kyrkoherde i Svegs församling, Hernösands stift[3]
- Lilliesköld, Johan Adolf, född i Karlstad 1877, kapten och intendent i Kongostatens armé. [3]
- Lilliesköld, Johan Emil Vilhelm, född i Stockholm 1871 intendent vid järnvägsbyggnad i Argentina. [3]
- Erik Lilliesköld (1912–2006), ämbetsman
- Karl Johan Lilliesköld, född 1954 i Stockholm, internationell konstnär med ett flertal utställningar i Italien, England, Tyskland, Frankrike och U.S.A och Sverige.[4]